# 伍德朗 (北卡羅萊納州)
伍德朗（英語：Woodlawn）是位於美國北卡羅萊納州阿拉曼斯縣的普查規定居民點。

## 人口
根據2020年美國人口普查的數據，伍德朗的面積為9.24平方千米，當中陸地面積為8.53平方千米，而水域面積為0.71平方千米。當地共有人口912人，而人口密度為每平方千米98.7人。